# NGC 2961
NGC 2961 este o galaxie lenticulară situată în constelația Ursa Mare. A fost descoperită în 26 decembrie 1873 de către Lawrence Parsons.